# Umarmung

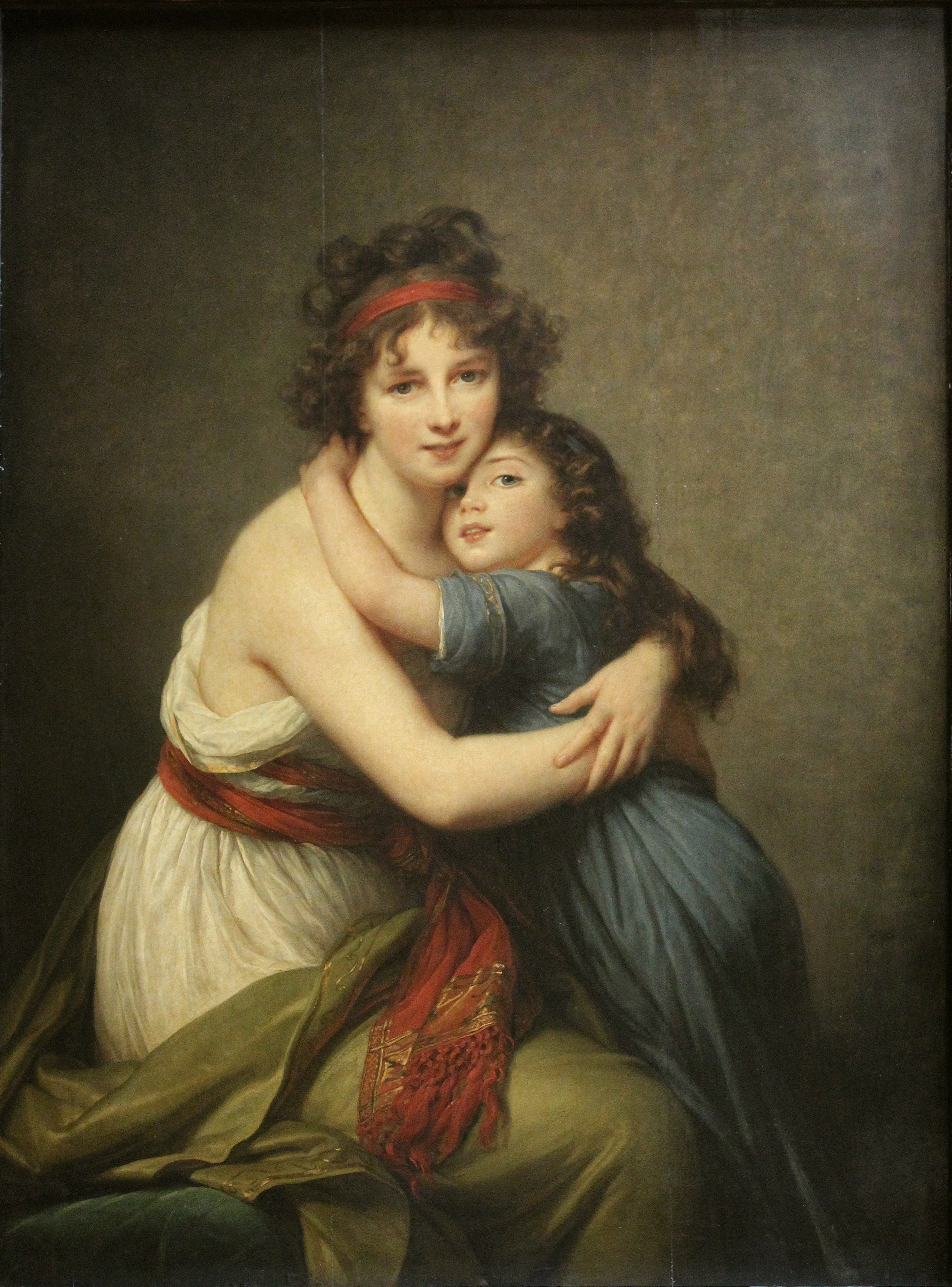
Frau, die ihre Tochter umarmt (Gemälde von Élisabeth Vigée-Lebrun)

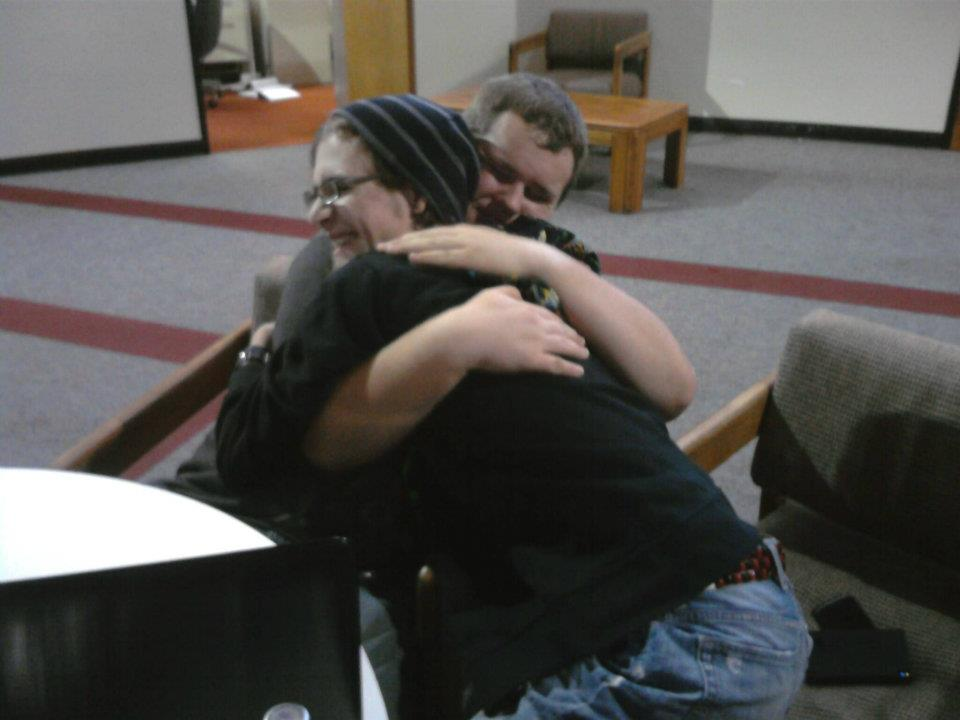
Zwei Menschen, die sich umarmen

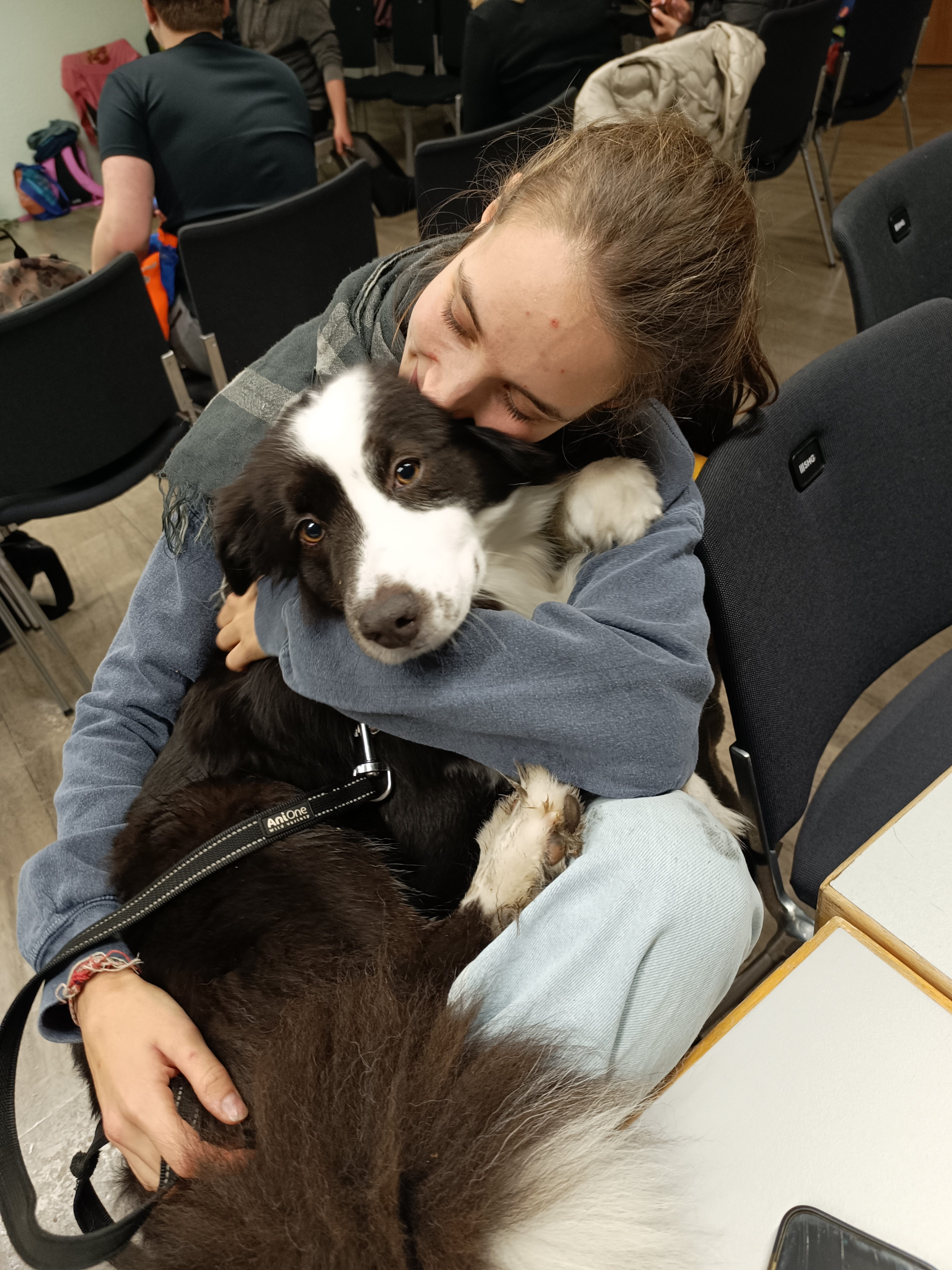
Frau umarmt Hund

Eine Umarmung ist eine Form von Körperkontakt, bei der normalerweise mit den Armen der Hals, der Rücken oder die Taille einer anderen Person umfasst wird; wenn mehr als zwei Personen beteiligt sind, spricht man meist von einer Gruppenumarmung. Bei einer Umarmung findet nonverbale Kommunikation statt, die häufig durch Küssen, Blickkontakt oder andere Gesten ergänzt wird. Je nach Situation, Kulturkreis und sozialer Beziehung kann eine Umarmung ein Ausdruck von Vertrautheit, Liebe, Zuneigung oder Freundschaft sein. Häufig umarmen sich Menschen als Zeichen von Anerkennung, Unterstützung, Ermutigung oder Trost.
Obwohl eine Umarmung als Eingriff in den persönlichen Bereich gilt, kann sie meist auch in der Öffentlichkeit ohne Stigmatisierung durchgeführt werden. Erfolgt sie unerwartet, wird sie oft als Verletzung der persönlichen Distanz aufgefasst.
Das Wort Umarmung wird zudem für Geschlechtsverkehr verwendet.

## Verbreitung
Zwischen älteren Personen findet eine Umarmung in der Regel nicht als Ritual statt. Unter jüngeren Menschen hat sich die Umarmung jedoch sowohl in Europa als auch in den USA zu einer beliebten Begrüßungsgeste entwickelt. Einige Schulen in den Vereinigten Staaten führten daher Einschränkungen und Verbote von Umarmungen ein, was starke Proteste der Schülerschaft verursachte.
Kinder umarmen häufig Spielzeuge wie beispielsweise Puppen oder Kuscheltiere, zumeist aber ihre Eltern, wenn sie bei ihnen Schutz suchen, weil sie Angst haben oder sich bedroht fühlen.
Umarmungen werden dominant rechtsseitig ausgeführt, diese Präferenz verschiebt sich jedoch linksseitig, je emotionaler die Umarmung ist. Diese Verschiebung ist wahrscheinlich auf Interaktionen emotionaler und motorischer Netzwerke im Gehirn zurückzuführen.
In Spanien und Lateinamerika sind Umarmungen als Gruß zu besonderen Festen und Anlässen, wie etwa zu Neujahr üblich.
In der römisch-katholischen Kirche kann eine Umarmung im Rahmen des Friedenskusses ersatzweise anstelle eines Kusses durchgeführt werden.
In einigen Kulturen wird eine Umarmung nicht als Symbol von Zuneigung oder Liebe verstanden, so zum Beispiel im Volk Himba in Namibia.

### Primaten und Hunde
Das Umarmen ist kein Verhalten, das ausschließlich beim Menschen vorkommt. Patricia McConnell wies 2002 darauf hin, dass Hunde weniger gerne umarmt werden als Menschen und andere Primaten, da das Ausbreiten eines Körperteils über einem anderen Tier für sie ein Ausdruck der Dominanz ist.

## Gesundheitliche Folgen
Es wurde wissenschaftlich nachgewiesen, dass sich Umarmungen positiv auf die Gesundheit auswirken. Studien haben gezeigt, dass sie die Bildung der Hormone Oxytocin und Prolaktin fördern, den Blutdruck reduzieren sowie eine vorbeugende Wirkung gegen Depressionen besitzen.
Umarmungen zwischen romantischen Partnern können ebenfalls die Ausschüttung des Stresshormons Cortisol unterbinden, wenn sie vor einer stressigen Situation stattfinden. Dieser Effekt konnte allerdings nur in Frauen und nicht in Männern gezeigt werden.

## Trivia
- Der Weltknuddeltag am 21. Januar wird mit Umarmungen begangen.
- Am vierten Freitag im September ist seit 2011 Umarme-einen-Vegetarier Tag ausgerufen von PETA.